# Yamabiko (folklore)

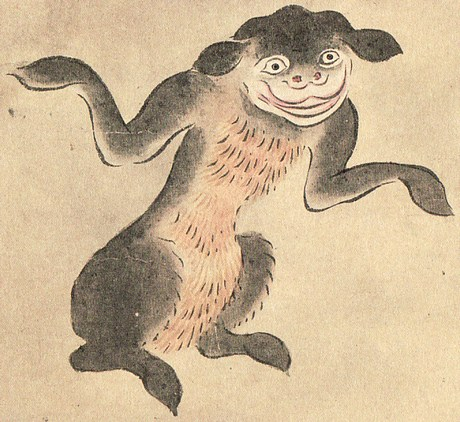
Yamabiko (山びこ) dans le Hyakkai zukan par Sawaki Suushi

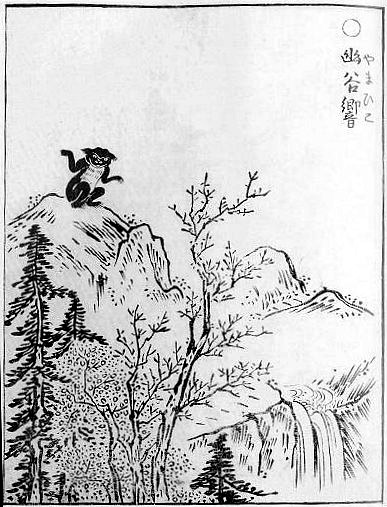
Yamabiko (幽谷響) dans le Gazu Hyakki Yagyō par Toriyama Sekien.

Un yamabiko (山彦) est un dieu de la montagne, un esprit et yōkai japonais.
Lorsqu'un son émis en direction des pentes des montagnes et des vallées revient en écho, il est également appelé yamabiko quand il est supposé être la réponse d'un yamabiko ou un phénomène causé par un yamabiko. Dans ce cas il est également écrit 幽谷響. De même, il est appelé kodama lorsqu'il s'agit de la voix d'un esprit-arbre, un kodama (木霊 ou 木魂).

## Légendes par région
À Tottori dans la préfecture de Tottori, un yobuko (呼子) ou yobukodori (呼子鳥) qui vit dans une montagne est supposé restituer la voix d'un yamabiko. À Kusuyama dans le village de Hashikami du district de Hata dans la préfecture de Kōchi (à présent Sukumo dans la préfecture de Kōchi), indépendamment du fait qu'il fasse jour ou nuit, quand une voix terrible est soudainement entendue au cœur des montagnes, cet étrange phénomène est appelé yamahiko.
Il est parfois considéré comme le même que le yamawaro dont il est question dans l'ouest du Japon, de même que le yamako dans le Wakan Sansai Zue et comme on pense que les esprits des arbres suscitent l'apparition du yamabiko, ils sont aussi considérés comme étant semblables au yōkai Hōkō qui vit dans les arbres. Dans les collections de représentations de yōkai comme le Hyakkai zukan et le Gazu Hyakki Yagyō, le yamabiko qui ressemble à un chien passe pour être calqué sur le yamako ou le penghou.
Le yobukodori précité de Tottori passe pour prendre l'apparence d'un oiseau et par ailleurs, il existe aussi une petite montagne dans le district de Kitaazumi de la préfecture de Nagano appelée le « rocher yamabiko » (山彦岩) qui retourne la voix des gens, entre autres apparitions du mot yamabiko et il est donc patent que le yamabiko en tant que  yōkai n'est pas uniforme, tant dans son origine que dans le genre de  yōkai qu'il est.

## Source de la traduction
- (en) Cet article est partiellement ou en totalité issu de l’article de Wikipédia en anglais intitulé « Yamabiko (folklore) » (voir la liste des auteurs).